# 千葉思佳
千葉 思佳（ちば おもか・1998年〈平成10年〉6月21日 - ）は、日本の女性アイドル。2015年から2018年まで「ぷちぱすぽ☆」のメンバーとして活動し、その後はJewel☆Neige、らぶ♡ぽーしょん!のメンバーとしてアイドル活動を行っていた。愛称は「おもちゅ」。

## 略歴
2015年、プラチナムプロダクションに所属していたアイドルグループ「PASSPO☆」の妹分ユニット『ぷちぱすぽ☆』のメンバーに選ばれ、同年5月31日、赤坂BLITZで行われたPASSPO☆のフライト（ライブ）で初お披露目された。ぷちぱすぽ☆は3枚のシングルと1枚のアルバムを発表した後、2018年3月21日をもって解散となる。
その後2020年、ArcJewelに移籍し、同年10月14日『Jewel☆Neige』の新メンバーに選ばれたことを発表。同年7月で卒業した涼掛凛と松田あゆなの穴を埋める形となった。同10月17日、東京キネマ倶楽部で行われた「Jewel☆フェスVol.10」に於いてJewel☆Neigeメンバーとして初お披露目された。
その後、Jewel☆NeigeはArcJewelの後輩グループに当たる「Jewel☆Rouge」と合併する形で『Jewel☆Mare&Rouge』（ジュエル・マーレンルージュ）となり、千葉も引き続き同グループでの活動を続けたが、同年12月28日にグループからの卒業を発表し、翌2024年2月12日にGOTANDA G7で卒業公演を行いJewel☆Mare&Rougeとしての活動を終了。Jewel☆Mare&Rouge自体も同年3月30日の東京キネマ倶楽部公演をもって“現体制終了”という形で活動を停止した。
2024年8月31日にアクアルナ・エンターテイメント株式会社を円満退所し、翌2025年1月、新たに結成されたアイドルグループ『らぶ♡ぽーしょん!』のメンバーに選出。同月29日にSHIBUYA DIVEでお披露目ライブを行ったが、わずか半年後の同年7月15日にアイドル活動を引退することを発表。同8月3日のBUZZ LIVE渋谷での公演をもってらぶ♡ぽーしょん!は“現体制終了”という形で活動を停止した。

## 人物
- 中国で生まれ、10歳の時に埼玉県に移住[20][7]。一人っ子である[20]。
- 移住当時は日本語がわからなかったため[7]、日本の学校では小学3年からの進級となり[20]、ぷちぱすぽ☆解散と同時期に高校を卒業した[21][22]。
- ぷちぱすぽ☆の担当カラーは「チャイナレッド」[23]。メンバー5人の中で一番年上だったが、リーダーは特に決められていなかった[22]。
- 小学生の時からクラシックバレエを習っていた[24]。
- ディズニーランドやサンリオピューロランドに行くことを好む[2]。
- 「るぅちゃん」というハムスターを飼っていた[20]。
- 「見た目は甘くて性格は激辛」と言われることが多く、自身のことを「わし」と呼んでいる[25]。星野千那は千葉のことを「わしの相棒」と呼ぶ[26]。
- ArcJewelを離れ『らぶ♡ぽーしょん!』に参加した2025年時点でもJewel☆Neige時代の同僚と共演する機会があり、愛乙女☆DOLLに異動した星野のバースデーライブにも中川梨来・白兎めいと共にゲスト出演[27]。更に2025年6月20日にSHIBUYA DESEOで行われた『らぶ♡ぽーしょん! OMOKA BIRTHDAY LIVE 〜わしのお誕生日会〜』には星野と伊芸彩がゲスト出演している[28]。

## 出演

### 舞台
- ハイスクールミレニアム2015（2015年12月16日 - 20日、六行会ホール） - 時組・菊永唯役[29]

### イベント
- むすびズム・宮島るりか生誕祭～18歳のストロベリータイム～（2016年7月30日、原宿ストロボカフェ） 
“いちご大好き仲良しアイドル”として、宮島や上原歩子[注 6]と共に「ストロベリmelody」（中川翔子）を歌唱[30]。
- ガルボム撮影会（2022年12月20日、はなまる撮影会スタジオ）- 星野千那と共演[注 7]
- わしイゲカフェイベント〜おもちゅお誕生日おめでとうSP〜（2024年6月30日、GOTANDA G+）- 伊芸彩と共演[32]
- 愛乙女☆DOLL・星野千那バースデーライブ2025〜Be Yourself〜（2025年2月1日、GOTANDA G7）[27]